# Пача Камак
Пача Камак (Pacha Kamaq) — член інкського пантеону богів. Стосовно цього бога існує декілька міфів, часто вони суперечливі та вельми різняться. Ймовірно це божество не було спершу членом пантеону Інків, лише з перетворення держави Куско на імперію Тауантінсую.

## Пача Камак та Інки
У повідомленнях про нього є певна суперечність. Ім'я бога — явно кечуанське (пача — земля, світ; камак — тримати, охороняти). Згідно з повідомленнями іспанських хроністів і та відповідно до дослідження руїн храму цього бога в долині річки Лурін, неподалік від м. Ліми, свідчать, що це було божество якогось прибережного племені, що не належало до мовної сім'ї кечуа. Хроніст Фернандо де Сантільана вказував, що цей бог раніше називався Ічма. Його храм як місце оракула був у пошані й служив центром паломництва. Напевне, інки, завоювавши племена Лурін і знайшовши тут великий культовий центр, зрозуміли, що для зміцнення своєї влади їм слід включити це святилище у свою державну релігію, для чого вони назвали чужого бога своїм ім'ям та прийняли його до свого пантеону під іменем «Вседержитель», «охоронець землі (світу)».

## Міфи
За одним міфом був сином бога-Сонця Інта та Пачамами. Пача Камак створив чоловіку та жінку, щоб мешкали на землі. Проте Пача Камак забув створити їжу, в результаті чого чоловік помер, жінка залишилася наодинці. Вона живилася корінням. Одного разу вона звернулася по допомогу до Інті. Від нього жінка народила сина. Проте Пача Камак, обурений тим, що жінка прийшла з поклонінням до Сонця, а не до нього, вбив цю дитину, розірвавши на дрібні частини. Пача Камак посіяв зуби померлого, і з них виріс маїс — зерно, за своїм виглядом нагадує зуби; посіяв ребра і кістки, і виросла юка — коріння, що довжиною і кольором нагадують кістки; а також інші плоди цієї країни, що є корінням. З м'яса вийшли пепіно (динна груша), пакае (гуава) та інші місцеві плоди та дерева.
Любов і жага помсти змушували жінку волати до Сонця і просити або покарання Пача Камака або відшкодування за нещастя, які вона зазнала. Бог Сонце, який не був владний над Пача Камаком, але співчував жінці та шкодував її, спустився і запитав, де знаходиться пуповина її мертвого сина. Вона показала йому, і Сонце створив з неї нового сина. Він вручив його матері, сказавши, що йому ім'я — Уічама (Уільяма). Останній вирушив у мандрівку.
Як тільки він вирушив у подорож, бог Пача Камак вбив його матір, яка вже постаріла, розділив її тіло на дрібні шматки й дав на поживу птахам гальінас (урубу), і кондорам, а волосся і кістки сховав на березі моря. Він створив чоловіків і жінок, які володіли б світом, і призначив кураків і касиків ними керувати.
За іншою версією, що прийшла людина без Кісток, на ім'я Кон, що оголосив себе сином бога Сонця. Той створив людей. Але Пача Камак прогнав Кона, а його людей перетворив на мавп. після цього Пача Камак створив своїх людей.
Після повернення до дому Уічами той довідався про вбивство матері, зайшов її кістки та оживив матір. Тоді він вирішив помститися Пача Камаку. Проте останній, щоб не вбивати брата, розгнівавшись на людей, пішов у море, в те місце, де знаходився його храм, місто і долина, що звалася Пачакамак.